# Rinaldi Faria
Rinaldo Helder Faria (São Paulo, 14 de outubro de 1971), conhecido pelo nome artístico de Rinaldi Faria, é um empresário, artista circense, apresentador de televisão e pastor evangélico brasileiro. É conhecido por ter criado a dupla de palhaços Patati Patatá.

## Biografia
Rinaldi nasceu em uma família de classe média no bairro paulistano do Brás. Ainda criança, se apresentava como "o menor mágico do Brasil". Como atuava ao lado de um artista chamado Marini, ele adotou o nome artístico de Rinaldi para rimar.
Como artista, Rinaldi passou a se apresentar em escolas. Chegou a conhecer Arlindo Barreto, um dos intérpretes do palhaço Bozo. Com 17 anos, já tinha escritório e equipe para vender os shows. Entretanto, ele afirma que acabou sofrendo um roubo pela empresa, ficando no prejuízo.

### Patati Patatá
Nos anos 1980, havia um grupo de artistas circenses que adotava o nome Patati Patatá. Os personagens eram os palhaços Tuti Fruti e Pirulito, a Garota Pupy (trapezista) e a Mágica Alacazam. Em 1985, um acidente rodoviário vitimou os palhaços e a trapezista. A pedido da mãe dos integrantes falecidos, Rinaldi passou a cumprir os shows restantes e depois acabou assumindo a marca.
Com Rinaldi, a marca Patati Patatá renasceu como um grupo musical - o próprio Rinaldi aparece na capa dos dois primeiros álbuns. Logo, acabou ficando reduzida à dupla de palhaços. Rinaldi adotou uma filosofia semelhante à Disney, sendo mais importante o personagem e não quem está por trás.
Desde então, Rinaldi criou um grande império de licenciamento da marca. O empresário chegou a ter 40 duplas diferentes se apresentando por todo o Brasil. Em 2013, a marca faturava R$ 250 milhões por ano, seja com merchandising de TV, shows ao vivo e produtos licenciados.

### Carreira na televisão
Rinaldi também possui carreira como apresentador de televisão. Na década de 1990, comandou o Rinaldi Magic Show (anteriormente Magic Show Patati Patatá), na Rede Vida. Entre 2002 e 2003, esteve à frente do Programa do Rinaldi, na TV Gazeta. Voltou a comandar um programa televisivo em 2018, com o Nossa Noite, também na Gazeta.
Em novembro de 2020, Rinaldi adquiriu dois canais de televisão locais no Maranhão e no estado de São Paulo e fundou a Rede Mais Família, uma rede de televisão com retransmissoras em várias cidades do Brasil.

## Vida pessoal
Rinaldi é casado com Nádia e possui três filhos: Igor, Heidi e Miguel. É pastor evangélico da Assembleia de Deus. Ele reside em uma mansão de seis andares em um condomínio de luxo de São Paulo e possui também uma casa em Celebration, uma localidade nos arredores de Orlando, na Flórida, Estados Unidos, onde foi vizinho de Silvio Santos e fica dois meses por ano com sua família.